# Johnny Ace
Pour les articles homonymes, voir Ace.
Johnny Ace (né John Marshall Alexander Jr.), né le 9 juin 1929 à Memphis et mort le 25 décembre 1954 à Houston, est un chanteur, auteur-compositeur-interprète. Il est l'un des chanteurs de ballades les plus populaires du début des années 1950.

## Biographie
Fils d'un prédicateur, il apprend à jouer du piano très jeune. Après le lycée, il participe à la Seconde Guerre mondiale dans la marine américaine, et après avoir été relevé de ses fonctions, il rejoint en tant que pianiste les Beale Street Blues Boys, un important groupe de Memphis dirigé par Adolph Duncan. Il y côtoie le guitariste B.B. King et le chanteur Bobby Blue Bland. Après le départ de Bobby Blue Bland, Johnny se met à chanter et le groupe est renommé The Beale Streeters.
Au printemps 1952, il sort chez Duke son premier disque intitulé My Song, qui devient un grand succès, se plaçant en tête des classements rhythm and blues. Les chansons qu'il sort par la suite ressemblent à la première, avec sa voix de baryton mélodieuse similaire à celle de Nat « King » Cole. Cross My Heart, The Clock, Saving My Love For You sont toutes des tubes. Si les chansons principales de ses disques sont des ballades, les faces B sont généralement des morceaux plus rythmés que l'on peut déjà qualifier de rock 'n' roll.
À la veille de Noël 1954, Johnny Ace se tire une balle dans la tête en jouant à la roulette russe dans l'auditorium de la ville de Houston. Johnny Otis, qui fut son producteur, prétend qu'il était coutumier du fait. Mais cette mort est maintenant remise en question, et la possibilité d'un suicide ou d'un meurtre est évoquée,,. Cette année là, le magazine Cashbox lui décerne le prix de « l'artiste le plus programmé de l'année ». En 1955, la chanson Pledging My Love, sortie à titre posthume, fait les palmarès. Immédiatement no 1 R&B, elle se classe aussi en 17e position dans le classement pop. Ce single marque également l'histoire du disque, en étant le premier 45 tours à vendre plus d'exemplaires que le 78 tours correspondant. Plusieurs disques de Johnny Ace sortent encore après sa mort.

## Postérité
De nombreux artistes éditent par la suite des morceaux en son honneur, comme Johnny Has Gone de Varetta Dillard, Why, Johnny, Why des Johnny Moore's Three Blazers, The Late Great Johnny Ace de Paul Simon, In Memory par le Johnny Otis Orchestra ou bien encore Johnny Ace Is Dead de Dave Alvin & The Guilty Ones.
Johnny Ace est une influence majeure pour des chanteurs tels que Chuck Willis, Junior Parker ou Johnny Copeland.
Aretha Franklin a repris les titres Never Let Me Go en 1967, My Song en 1968, ainsi que Pledging My Love et The Clock en 1969. Never Let Me Go est également interprété par The Impressions, Curtis Mayfield et Bobby Blue Bland.
La chanson Pledging My Love est reprise notamment par Chubby Checker, Jackie Wilson, Percy Sledge, The Platters, Wilson Pickett, Jerry Lee Lewis, Tom Jones, Elvis Presley, Emmylou Harris, Aaron Neville, Solomon Burke, George Clinton, Diana Ross et Marvin Gaye. Elle est aussi est utilisée dans les films Mean Streets de Martin Scorsese en 1973, Christine de John Carpenter en 1983, Retour vers le futur de Robert Zemeckis en 1985, Bad Lieutenant d'Abel Ferrara en 1992 et First Man : Le Premier Homme sur la Lune de Damien Chazelle en 2018, avec Ryan Gosling.

## Discographie

### Musicographie
- 1952 : Remember I love you.
- 1952 : I cried last night.
- 1952 : My song.
- 1953 : Cross my heart.
- 1953 : The clock.
- 1954 : Saving my love for you.
- 1955 : Pledging my love.
- 1955 : Anymore.

### Singles
- mai 1952 - My Song / Follow the Rule - Duke 102 - #1 R&B.
- décembre 1952 - Cross My Heart / Angel - Duke 107 - #1 R&B.
- juin 1953 - Aces Wilds / The Clock - Duke 112 - #1 R&B.
- novembre 1953 - Saving My Love For You / Yes Babe - Duke 118 - #1 R&B.
- mai 1954 - Please Forgive Me / You've Been Gone So Long - Duke 128 - #10 R&B.
- septembre 1954 - Never Let Me Go (en) / Burley Cutie - Duke 132.
- janvier 1955 - Pledging My Love / No Money - Duke 136 - #1 R&B, #17 pop.
- juin 1955 - Anymore / Be So Mean - Duke 144 - #7 R&B.
- décembre 1955 - So Lonely / I'm Crazy Baby - Duke 148.
- juillet 1956 - Still Love You So / Don't You - Duke 154.

### Albums
- 1974 : Johnny Ace Memorial Album (MCA).
- 1962 : Johnny Ace Memorial Album (Duke 71).
- 1956 : Memorial Album (Duke 71) - 30 cm).
- 1955 : Memorial Album (Duke 70) - 25 cm)

Duke a également sorti deux EP 45 tours (Ace 80 et Ace 81) en 1955.